# باشگاه فرهنگی ورزشی سایپا
باشگاه فرهنگی ورزشی سایپا یک باشگاه ورزشی در ایران است که به گروه خودروسازی سایپا وابسته است. باشگاه سایپا در شهر تهران قرار دارد و در رشته‌های مختلفی فعال است. 
تیم فوتبال بزرگسالان سایپا هم اکنون در لیگ آزادگان قرار دارد.
کارخانه سايپا در سال 1365 برای نخستین بار با تیمی متشكل از كارگران خط تولید در مسابقات فوتبال كارگری ايران شركت کرده و قهرمان اين مسابقات گرديد. این موفقیت انگیزه ای شد تا در همين سال اقدام به خريد امتياز تيم فوتبال كشتي‌رانی نماید. اين تيم با نام سایپا در لیگ دسته سوم باشگاه های تهران شرکت كرده و به مسابقات دسته دوم باشگاه های تهران صعود کرد. سپس در سال 1370 قهرمان لیگ دسته دوم باشگاه های تهران شد و به لیگ دسته یک باشگاه های تهران صعود کرد.
تیم‌های زیرمجموعه
- باشگاه والیبال سایپا
- باشگاه فوتبال سایپا
- باشگاه واترپلو سایپا[۱]
- تیم فوتسال زنان سایپا
- باشگاه فوتبال سایپا شمال (در گذشته)
- باشگاه فوتسال علم و ادب مشهد (منحل‌شده)
- باشگاه کشتی آزاد سایپا